# San Benedetto Tennis Cup 2017
La San Benedetto Tennis Cup 2017 è stata un torneo di tennis facente parte della categoria ATP Challenger Tour nell'ambito dell'ATP Challenger Tour 2017. È stata la 13ª edizione del torneo che si è giocato a San Benedetto del Tronto in Italia dal 17 al 23 luglio 2017 su campi in terra rossa e aveva un montepremi di 64 000 €+H.

## Partecipanti singolare

### Teste di serie
| Nazionalità | Giocatore               | Ranking* | Testa di serie |
| ----------- | ----------------------- | -------- | -------------- |
| Colombia    | Santiago Giraldo        | 101      | 1              |
| Spagna      | Marcel Granollers       | 112      | 2              |
| Italia      | Luca Vanni              | 121      | 3              |
| Serbia      | Laslo Đere              | 123      | 4              |
| Spagna      | Roberto Carballés Baena | 134      | 5              |
| Portogallo  | Pedro Sousa             | 153      | 6              |
| Italia      | Stefano Travaglia       | 155      | 7              |
| Italia      | Federico Gaio           | 162      | 8              |

- Ranking al 3 luglio 2017.

### Altri partecipanti
Giocatori che hanno ricevuto una wild card:
- Gianluca Mager
- Andrea Pellegrino
- Alexei Popyrin
- Luca Vanni

Giocatori che sono passati dalle qualificazioni:
- Mate Delić
- Gonzalo Escobar
- Juan Pablo Paz
- Adelchi Virgili

Giocatori che hanno ricevuto un entry come special exempt:
- Laslo Đere

Giocatori che hanno usufruito del protected ranking:
- Flavio Cipolla
- Roberto Marcora
- Javier Martí

## Partecipanti doppio

### Teste di serie
| Nazionalità | Giocatore       | Nazionalità | Giocatore                | Ranking* | Testa di serie |
| ----------- | --------------- | ----------- | ------------------------ | -------- | -------------- |
| Svizzera    | Luca Margaroli  | Austria     | Tristan-Samuel Weissborn | 245      | 1              |
| Australia   | Steven De Waard | Giappone    | Ben McLachlan            | 272      | 2              |
| Monaco      | Romain Arneodo  | Italia      | Riccardo Ghedin          | 326      | 3              |
| Ecuador     | Gonzalo Escobar | Paesi Bassi | Mark Vervoort            | 397      | 4              |

- Ranking al 3 luglio 2017.

## Vincitori

### Singolare
Matteo Berrettini ha battuto in finale  Laslo Đere con il punteggio di 6–3, 6–4

### Doppio
Carlos Taberner /  Pol Toledo Bagué hanno battuto in finale  Flavio Cipolla /  Adrian Ungur con il punteggio di 7–5, 6–4